# حریملاء
حریملاء (به عربی: حريملاء) یک منطقهٔ مسکونی در عربستان سعودی است که در استان ریاض واقع شده‌است.